# Einar Karlsson
Einar Karlsson (1 de agosto de 1909 - 23 de outubro de 1967) foi um futebolista sueco. Ele competiu na Copa do Mundo FIFA de 1938, sediada na França, na qual a seleção de seu país terminou na quarta colocação.